# Estofado irlandés

El estofado irlandés (en inglés: Irish stew y en irlandés: stobhach gaelach) es un ragú de carne de cordero en trozos guisada con patatas, cebollas y perejil al que se añade a menudo zanahorias, tomillo y cebollino. Se suele mojar con un caldo elaborado tradicionalmente con los huesos de la carne de cordero y se cuece un par de horas a fuego lento. El estofado irlandés es considerado el plato nacional de la cocina irlandesa, siendo muy conocido internacionalmente y figurando en la guía de cocina de Auguste Escoffier.

## Historia
La historia del estofado irlandés es el resumen de la procedencia de sus ingredientes.
Los primeros indicios del estofado se remontan a la época de los celtas donde con su llegada a Irlanda desarrollaron nuevos métodos de agricultura y ganadería promocionando el cultivo de verduras, cereales y la crianza de cerdos y ovejas (ingrediente principal) siendo este último el animal de subsistencia ya que proporcionaba lana para ropa, leche y más tarde comida. 
Los primeros testimonios de las celebraciones celtas se describen como informales y sentados encima de hierba seca alrededor de un asador o caldero hecho de bronce y muy resistente al calor del fuego. La forma y el diseño de este instrumento de cocina tenía influencia de los recipientes de la antigua Grecia que fueron introducidos por mercaderes a través de la costa mediterránea francesa.
Más tarde, durante la Edad Media el uso de las verduras en especial el repollo y la cebolla (introducida por los romanos) eran platos típicos para gente corriente en las ciudades y en el campo es aquí cuando se empieza a incluir la cebolla  como otro ingrediente más, luego con la llegada de la patata en el siglo XVI  termina la incorporación de los ingredientes de este plato.